# Tracy Strauss
Tracy Strauss è un personaggio della serie televisiva Heroes, interpretato da Ali Larter e doppiato da Claudia Catani.

## Biografia
Tracy nasce da un parto trigemellare assieme a Niki e Barbara. Il medico che assistette il parto fu il dottor Zimmerman, che, subito dopo la nascita fece esperimenti sulle piccole per conto dell'Impresa, dotandole di superpoteri artificiali. Le tre furono divise dopo pochi mesi e rimasero ognuna ignara delle altre. Tracy crebbe dunque a Washington, in affidamento a una famiglia.

### Terza stagione

#### Volume tre: Criminali
Tracy è consulente, oltre che amante, del Governatore Malden di New York. Per conto di questi si reca da Nathan per offrirgli la candidatura a senatore, ma l'uomo inizialmente rifiuta. Inoltre, la scambia inizialmente per la gemella Niki, ma Tracy non se ne cura, credendo che Nathan la stia semplicemente scambiando per un'altra donna. Quindi si accinge a tornare a casa, ma viene raggiunta nel suo hotel da un reporter di Washington, che la importuna sul suo presunto passato da spogliarellista su internet: Tracy offesa rinnega tutto, allora l'uomo le mostra una foto di Niki in vesti di spogliarellista, e il video in cui la stessa Niki amoreggia con Nathan, girato l'anno prima su ordine di Linderman. Tracy, confusa e disorientata, si trova spaesata dalle domanda del reporter, e quando questi le mette le mani addosso, involontariamente mostra il suo potere di criocinesi, congelando l'uomo, che poi si frantuma in mille pezzi. Inorridita e spaventata decide di ritardare il suo ritorno a casa per passare a New Orleans ed incontrare personalmente Niki, ma giunta sul posto scopre dal figlio di questa, Micah, che la donna è morta settimane prima. Il ragazzo le mostra il suo potere di saper parlare con le macchine, e tramite questo scoprono che entrambe erano nate lo stesso giorno dello stesso anno e nello stesso ospedale, e per di più assistite dallo stesso dottore, Zimmerman. Tracy decide di incontrarlo per fare chiarezza sul suo passato, ed è così che il dottore le rivela l'esistenza dei soggetti avanzati, dell'Impresa e delle sue due gemelle Niki e Barbara. Rivela inoltre che i poteri della donna non sono naturali, ma il risultato di esperimenti genetici condotti su tutte e tre le gemelle per conto dell'Impresa.
Terrorizzata da sé stessa e disgustata dalla verità, prima tenta, senza riuscirci, di costituirsi per l'uccisione del giornalista, quindi decide di farla finita buttandosi da un ponte, ma Nathan, che su suggerimento di Maury Parkman, tramite l'allucinazione di Linderman, aveva nel frattempo accettato la carica di senatore, salva la donna in volo e la porta nel suo appartamento. Tracy, tra le lacrime rivela la sua storia all'uomo, che la consola: felice di aver trovato qualcuno come lei e rassicurata dall'abbraccio di Nathan si tranquillizza. I due si baciano e passano la notte insieme.
Al mattino seguente la coppia si reca dalla madre di lui, Angela Petrelli, la quale fa la sconvolgente rivelazione di essere al corrente di tali mostruosi esperimenti, si scusa con la giovane per ciò che le hanno fatto e rivela inoltre al figlio che anche i suoi poteri sono opera di Zimmerman. Nathan ovviamente non la prende bene e esce furibondo dall'edificio, e stavolta è Tracy a fermarlo e a tranquillizzarlo; Nathan decide poi di recarsi da Mohinder Suresh per cercare aiuto, e subito il professore (che nel frattempo sta cercando un modo di invertire la trasformazione causata dalla sua versione instabile della formula) sembra molto interessato ai due, pensando che i loro poteri, creati artificialmente, possano aiutarlo maggiormente nella sua ricerca. Quindi li stordisce e si prepara ad analizzarli, ma fortunatamente Tracy si sveglia in tempo riuscendo a liberarsi grazie al suo potere. In seguito Nathan contatta Noah Bennet per chiedere aiuto; poco dopo riceve una telefonata da Claire che lo informa che il fratello Peter era stato quasi ucciso. Nathan e Tracy si recano quindi da loro, e Peter rivela a Nathan che il padre, creduto morto da quasi un anno, in realtà è vivo e agisce sotto la copertura di una società di biotecnologia, la Pinehearst Company, per la quale Tracy sostiene di aver lavorato per oltre un anno come consulente. Assieme i due andranno da Arthur Petrelli e gli dichiareranno guerra, poi Nathan supplica Tracy di tornare a Washington per restare al sicuro, ma quest'ultima ritorna invece da Arthur e fa un accordo segreto con lui. Proprio grazie al doppio gioco della donna Arthur scoprirà del piano dei due figli per spodestarlo.
In seguito tuttavia Nathan, anch'egli passato dalla parte di Arthur. dopo l'esperienza ad Haiti, chiederà alla donna spiegazioni sul suo comportamento; Tracy allora spiegherà che tutto ciò che ha fatto lo ha fatto per amor suo, per spianargli la strada alla Casa Bianca: i due si ricongiungono e assistono all'esperimento che dimostra finalmente i risultati positivi della formula.
Tuttavia l'irruzione di Peter alla Pinehearst, la morte di Arthur e il tradimento di Knox e di Flint fa fallire tutti i loro piani. Quando Tracy propone di riprendere il progetto altrove, Nathan non la prende bene e la licenzia.
Frustrata e amareggiata Tracy tenta di rubare la formula fallendo, ed in seguito fugge dal palazzo infuocato in tempo per dare un passaggio in macchina ad uno sperduto Mohinder Suresh.
Sappiamo da una Graphic novel che la donna, salvata una fiala della formula del soggetto avanzato cercherà di convincere lo scienziato a lavorare con lei per ricrearla, ma Mohinder, che ha già avuto abbastanza guai rifiuta e scappa con il siero che, poco dopo, distrugge.

#### Volume quattro: Fuggitivi
Nel quarto volume rivediamo Tracy vivere tranquillamente la sua vita a Washington, senza più contatti né con il governatore, né con Nathan Petrelli, quando i federali penetrano in casa sua, la stordiscono e la catturano dando inizio alla caccia ai soggetti avanzati.
Verrà portata sull'aereo governativo adibito al trasporto dei prigionieri superumani all'edificio 26, e qui proprio il maldestro assorbimento dei suoi poteri criocinetici da parte di Peter causerà la caduta del velivolo.
In fuga dai governativi Tracy reincontrerà Peter, tra le lacrime si sfogherà con l'uomo per la sua disperazione, chiedendosi cosa avesse mai fatto di sbagliato per ricevere tanta sofferenza; e perché proprio ora che cerca di avere una vita normale perfino il governo la perseguita. Successivamente i due faranno un piano per catturare Nathan, la donna quindi lo chiamerà fingendo di volergli consegnare il fratello e sperando di attirarlo in trappola. Come da programma Nathan si presenta alla trappola, ma non è solo, bensì accompagnato da un gruppo di soldati governativi che fanno sfumare il piano dei due catturando Tracy e costringendo Peter alla fuga.
Tracy viene dunque tenuta prigioniera in una stanza colma di stufe elettriche per inibire i suoi poteri; qui riceve la visita del nuovo supervisore inviato sul posto dalla Casa Bianca, che si rivela essere una sua vecchia amica: Abby, la ragazza vedendo Tracy in catene ridotta ad una larva umana, decide di far chiudere il progetto di Nathan.
Nel frattempo Tracy, che la prigionia ha portato a divenire quasi pazza si libera ed uccide un agente del progetto che cercava di sedarla per poi venire nuovamente catturata.
Abby che credeva di conoscere bene Tracy e che essa non sarebbe mai stata capace di far male a una mosca rimane tanto sconvolta da ciò che rinuncia al precedente intento di far chiudere il progetto del senatore Petrelli.
Mentre la donna viene riportata in prigione vede comparire sul monitor un messaggio di "Rebel" ovvero: «tieni duro».
Verrà in seguito contattata da Danko, il quale le ordina di dirgli qualunque cosa sappia su una presunta abilità di Nathan, ma Tracy decidere di non tradire il senatore.
Grazie all'aiuto di "Rebel", il quale con i suoi poteri ferma tutte le sorgenti elettroniche del palazzo provocando un black-out, Tracy riesce a fuggire ed a liberare anche molti altri prigionieri, come Mohinder Suresh, Matt Parkman e Daphne Millbrook.
In seguito ruberà dei vestiti in un negozio d'abbigliamento per poter fuggire, ma mentre si sta cambiando viene raggiunta da Noah Bennet, che le offre una chance: lei farà da esca per "Rebel" permettendo si suoi uomini di catturarlo e in cambio avrà la libertà. La donna accetta, rivelando a Bennet che doveva incontrare "Rebel" alla stazione degli autobus. Quando si presenta all'appuntamento scopre però che in realtà "Rebel" è il nipotino Micah, scoperto questo si sente in colpa e rivela al bambino di averlo messo in trappola deludendolo profondamente.
Allorché la donna con un gesto di estremo eroismo lo coprirà portandolo nei sotterranei di un parcheggio e mostrandogli la via per fuggire mentre i federali che la seguono penetrano a loro volta nell'edificio; Tracy ordinerà a Micah di chiudere tutte le entrate andandosene e lui, impressionato dal gesto le dirà di considerarla una vera eroina.
Con queste parole nel cuore Tracy, rimasta sola con i soldati nel sotterraneo farà esplodere il suo potere congelando ogni cosa, compresa se stessa; quando la ritroverà assieme ai suoi uomini congelati Danko le sparerà in petto frantumandola.

### Quarta stagione - Volume cinque: Redenzione
Nella quarta stagione si scopre che la donna non è morta: dopo lo sparo di Danko, i frammenti di ghiaccio del suo corpo si sono sciolti e lei è passata sotto forma liquida per poi ricomporsi e iniziare la sua ricerca di vendetta.
Si reca quindi da Bennet, che però si salva spiegandole che c'è un modo migliore per tornare ad essere libera: le promette che l'Haitiano cancellerà tutti i ricordi di Danko, che sta continuando a dargli la caccia.
Tracy allora andrà nell'appartamento del militare per accertarsi che Noah abbia rispettato il patto, e scopre che effettivamente Danko non la riconosce, ma in seguito, senza avere neppure il tempo di voltarsi, assiste all'omicidio dell'uomo da parte di un individuo dotato di supervelocità. Tracy, sopravvissuta all'aggressione del velocista grazie alla sua nuova abilità, rivela a Bennet dell'accaduto e l'uomo sembra comprendere ciò che l'attentatore volesse da Danko.
In seguito, Bennet ricoverato in ospedale dopo l'aggressione di Edgar, chiamerà proprio Tracy, chiedendole il favore di fargli un po' di compagnia e la donna accetterà.
Tracy, libera dai desideri di vendetta e dagli uomini che avrebbero potuto darle la caccia, torna dal governatore per riavere il suo vecchio lavoro, tuttavia da glaciale che era, ora è profondamente cambiata e, maturata dalle passate esperienze, vuole veramente essere in grado di aiutare gli altri. Tuttavia il governatore è interessato solamente al corpo di Tracy ed a riaverla al suo fianco come amante. Allora disgustata la donna rifiuta il lavoro.
In seguito Tracy aiuterà Bennet a rincuorare Jeremy Greer, dopo che questi ha erroneamente ucciso i suoi genitori col suo potere di guaritore. In seguito viene avvicinata da Samuel, che la teletrasporta al suo luna park e le suggerisce che sarebbe un posto perfetto per il giovane guaritore; le dà dunque la bussola che le permetterebbe di ritrovarlo qualora lo cercasse e poi la rimanda a casa.
Tracy tuttavia non ne vuole sapere dei piani di Samuel, ma in seguito, dopo che Noah le avrà spiegato cosa c'è in serbo per Jeremy, ovvero una fuga con cambio d'identità, e dopo che il corpo del ragazzo viene rinvenuto privo di vita, furibonda, da l'addio a Noah e inizia a pensare se raggiungere il circo di Samuel. In seguito si accorge di non riuscire a controllare i suoi poteri, e si rifugia a casa di Bennet in cerca d'aiuto, ma qui trova Claire, che l'aiuta a rilassarsi e recuperare il controllo.
Verso la fine della stagione, nel terzultimo episodio, Noah e Lauren la chiameranno ad unirsi a loro nella lotta contro Samuel. Proprio i suoi poteri di manipolazione idrica serviranno a salvare Claire e suo padre dalla trappola mortale di Samuel. Tuttavia sceglierà infine di non combattere contro l'uomo e, salvate le due vite se ne andrà.

## Poteri e abilità
Tracy e le sue sorelle sono state modificate geneticamente per sviluppare abilità sovrumane, i suoi poteri sono quindi sintetici.
Nella terza stagione scopre di possedere il potere della criocinesi, ovvero l'abilità di creare e manipolare il ghiaccio, e trasformare in ghiaccio oggetti ed esseri viventi, e tutto quello che viene ghiacciato va in pezzi non appena congela. Inizialmente Tracy doveva toccare quello che voleva congelare, per riuscire a farlo. Inoltre si dimostra in grado di liquefarsi (molto probabilmente oltre al ghiaccio Tracy può creare anche l'acqua). Tracy non sempre riesce a controllare bene il suo potere congelante, al contrario ha dato prova di saper controllare molto meglio il potere della liquefazione (idrocinesi).